# Jihlávka
Jihlávka är en ort i Tjeckien.   Den ligger i regionen Vysočina, i den centrala delen av landet, 110 km sydost om huvudstaden Prag. Jihlávka ligger 653 meter över havet och antalet invånare är 239.
Terrängen runt Jihlávka är huvudsakligen platt, men åt sydost är den kuperad. Runt Jihlávka är det ganska glesbefolkat, med 32 invånare per kvadratkilometer. Närmaste större samhälle är Pelhřimov, 19,5 km norr om Jihlávka. Omgivningarna runt Jihlávka är en mosaik av jordbruksmark och naturlig växtlighet.